# Горчица
Горчица е вид подправка към ядене, която се слага предимно на сандвичи и салати. Основните съставки в нея са семената на растението синап. При направата семената се стриват на прах и се добавят оцет, сол, вода и олио. Цветът на горчицата е от жълт до кафяв. Горчицата по принцип е лютива и може да предизвика алергична реакция.
Производството на горчица е известно от дълбока древност. 3000 години пр.н.е. е използвана в индийската кухня, но не е много популярна по времето на Древен Рим и Древна Гърция. Първата рецепта датира от 42 година пр.н.е. През IX век производството на горчица се превръща в един от основните доходи на френските манастири.
На пазара се предлагат два вида горчица: на прах и готварска. Горчицата на прах се получава чрез смилане на синапено кюспе. Готварската горчица се приготвя от горчица на прах, която се попарва с топла вода, оставя се да зрее и след това се смесва със захар, сол, оцет, растително масло и подправки (канела, черен пипер, карамфил). Тя трябва да има еднородна мажеща се консистенция, жълт цвят, приятен остро парлив вкус и специфичен аромат. Горчицата се употребява като подправка при консумация на шунка, кренвирши, фрикадели, салати, сосове, майонези, пастети и др.